# Vudu

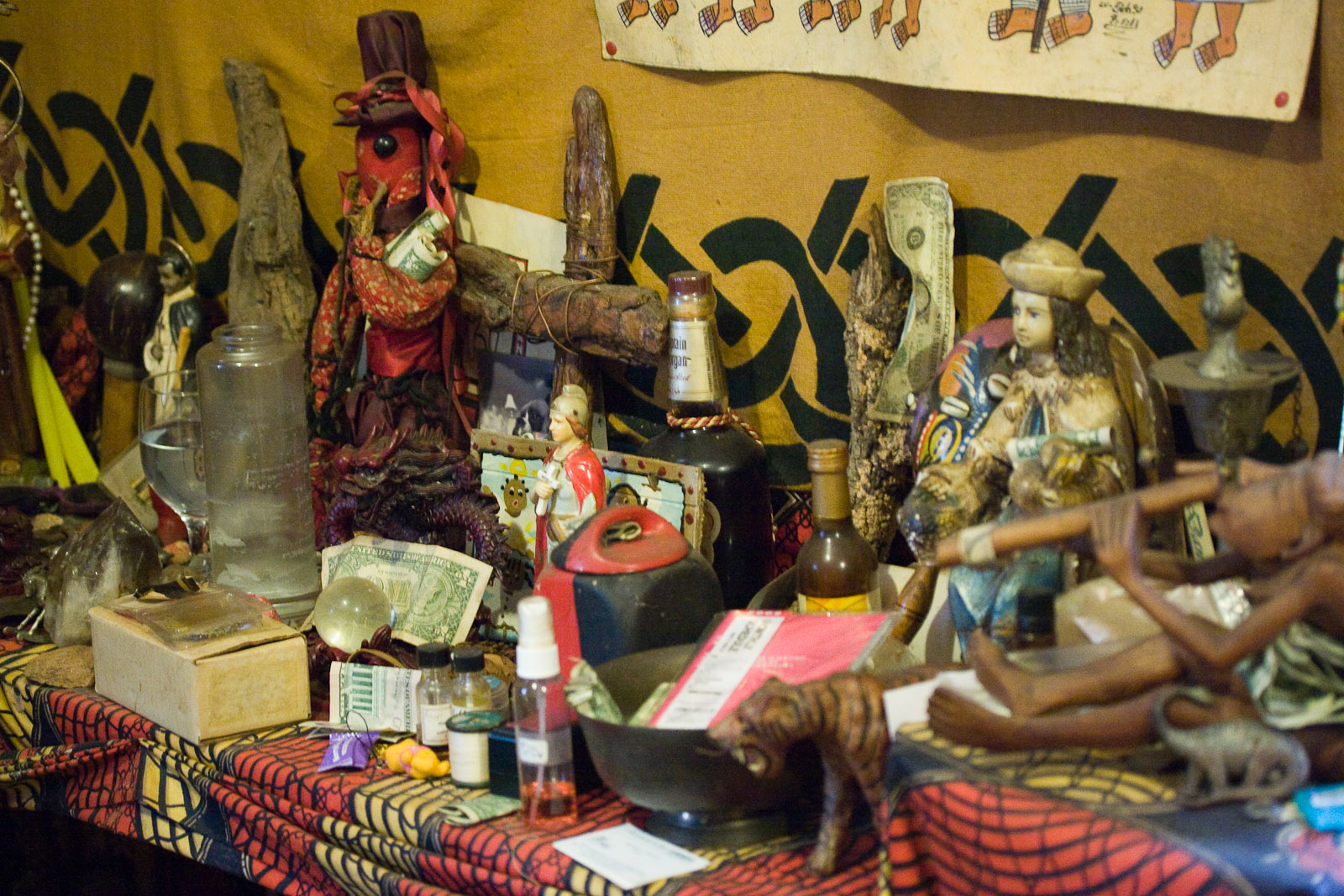
Vudu oltár New Orleansban

A vudu (angol: voodoo, spanyol: vudú, francia: vaudou) szinkretikus, okkult vallás, hiedelmek és rítusok halmaza, amely eredetileg Nyugat-Afrikában alakult ki és amelyet napjainkban jórészt a Karib-térségben gyakorolnak. Hite és gyakorlata átfedésben van más vallásokkal, elsősorban a kereszténységgel. Hívei zömmel hisznek egy Legfelsőbb Lényben (Istenben), aki nem avatkozik bele a mindennapi életbe, és számos olyan szellemben hisznek, akik közbenjárnak és alakítják az emberek életét és akiknek kultuszt ajánlanak fel. A mágia és boszorkányság különösképp jellemző rá. 
Mintegy 60 millió követője van világszerte (feltehetőleg Nyugat-Afrikát is beleértve).

## Változatai
A vudu mindenféle animista kultusz összessége, amely magába foglalja az afrikai diaszpóra hagyományos hiedelmeit, és főleg a római katolicizmus tanaival keveredett, de Kubában sok vudu hívő például átvette a spiritizmus elemeit.
Több változata létezik:
- nyugat-afrikai vodun
- haiti vudu
- dominikai vudu
- trinidadi Vodunu
- kubai vodu
- brazil vodum (candomblé jeje és tambor de mina)
- puerto ricoi vudú (sanse)
- louisianai vudu

## Nyugat-Afrikában

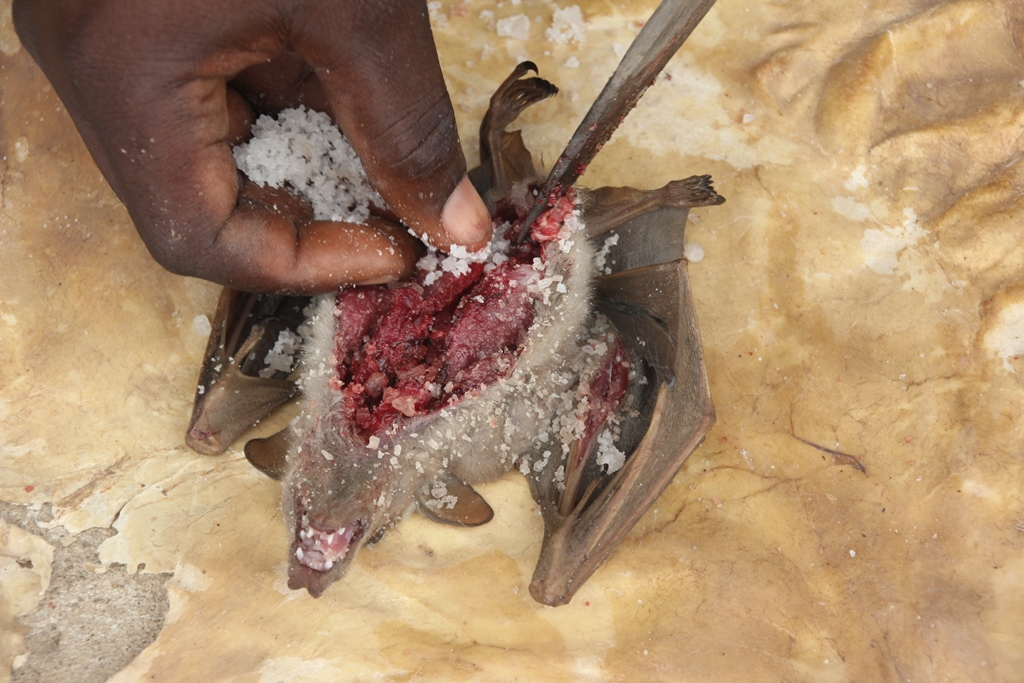
Egy denevér előkészítése Beninben a vodun rituáléhoz (Akodessawa fétis piac)

Az eredeti, nyugat-afrikai vodun  a fon, aja és eve népek által, Beninben, Togoban, Nigériában, továbbá Ghánában gyakorolt hagyományos vallás. A kultusz a természetfeletti szellemek köré összpontosul, amelyek hitük szerint irányítják a Földet. Hangsúlyozzák továbbá, hogy a holtak szellemei az élők világával együtt élnek.
Ahogy Haitin, úgy Nyugat-Afrikában is gyakori a többszörös vallási hovatartozás. Sok ember bár egy keresztény egyházhoz tartozik, a keresztény istentiszteletek mellett a hívők felkeresik a voduni vallás papjait, beavatottjait, hagyományos fétiseket, továbbá amuletteket vagy talizmánokat használnak. Tiszteletet ápolnak az elhunyt ősök iránt, és egy vodun pap segítségével kommunikálnak a szellemvilággal.

## Haiti vodou
A haiti vodou (francia: vaudou haïtien) Haitin és a haiti diaszpórában elterjedt. A vallás a Nyugat-Afrikában gyakorolt vodunból ered és azzal igen szoros kapcsolatban áll. Megtalálhatók benne az afrikai népi szimbolizmus elemei, hatott rá a római katolicizmus, az amerikai őslakos (taino) vallási hiedelmek és a miszticizmus is. Híveit franciául "vaudouisant"-nak  vagy "a szellemek szolgáinak"  ("serviteurs des esprits") is nevezik.

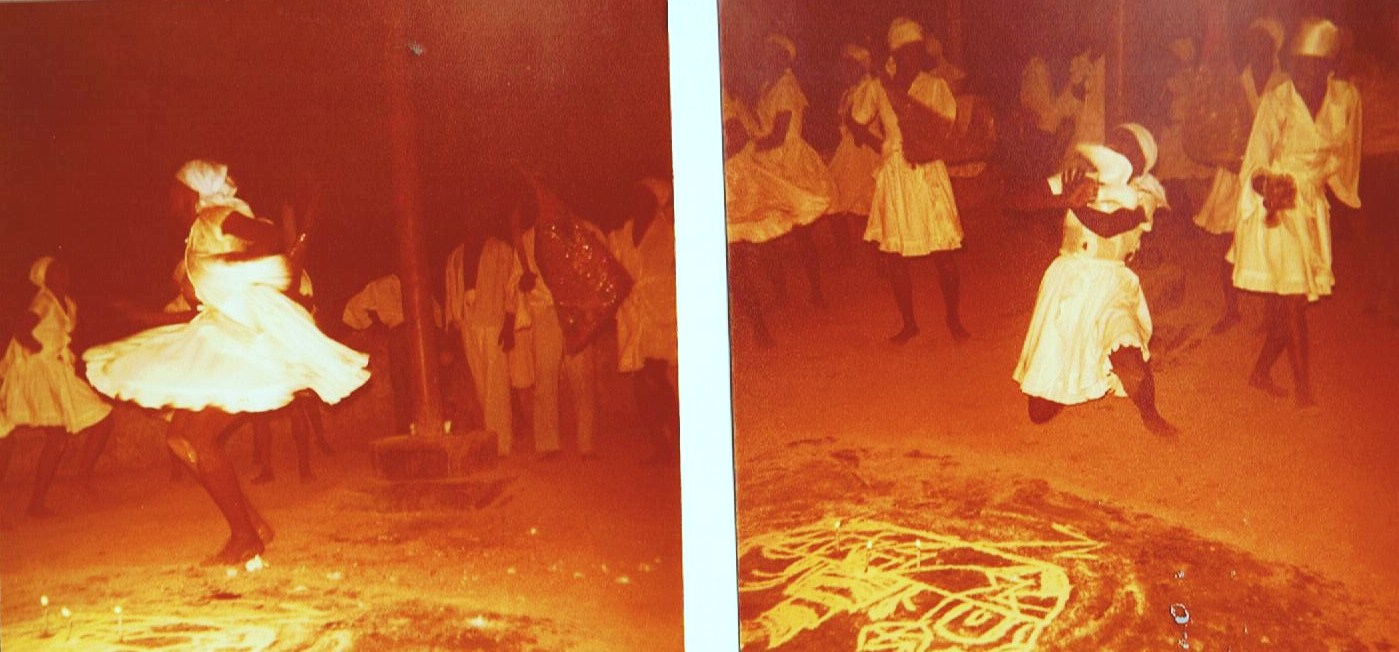
Kultikus tánc egy vudu szertartáson Port-au-Prince-ben

Hispaniola szigetének nyugati részén alakult ki a 16. századtól, mikor az afrikai rabszolgákat rákényszerítették a kereszténység felvételére és megtiltották nekik a hagyományos vallásuk gyakorlását.

### Általános jellemzők
Nincsenek írott szabályai, nincs központi hatósága, amely irányítaná a vallást és így nagy sokszínűség alakult ki. Ez a vallás nem hirdeti a jó és a rossz közötti határozott szétválasztásba vetett dualista hitet. Nem tartalmaz etikai előírásokat sem. Nem tanít a mennyről és a pokolról alkotott keresztény elképzelésekhez hasonló túlvilági birodalmak létezéséről. De a kultuszban a halottak szellemei gyakran panaszkodnak, hogy birodalmuk hideg, nyirkos és szenvednek.

### A szertartás
A vallásban a szertartást vezető papokon (bokor) keresztül lehet az istenekhez és szellemekhez fordulni, akik a hívőknek oltalmat, gyógyulást adnak, vagy megmutatják jövendőjüket.
A vudu éjszakai összejöveteleit gyakran dans-nak ("tánc") nevezik, ami kifejezi a tánc kiemelkedő szerepét az ilyen szertartásokon. Céljuk, hogy meghívjanak egy természetfeletti Loát, (lelket) hogy lépjen be a rituális térbe, és birtokba vegye az egyik hívőt, aki révén kommunikálni tud a gyülekezettel.
A dob talán a legfontosabb tárgy a kultuszban. A dobolást jellemzően a hívők éneke kíséri, általában haiti kreol nyelven. Ezek a dalok gyakran úgy épülnek fel, hogy egy szólista énekel egy sort, a hívők refrénje pedig ugyanazzal a sorral vagy egy rövidített változattal válaszol.

### A vallási specialisták
A férfi papokat Oungan-nak vagy Houngan-nak, a papnőket Mambo-nak nevezik. Nincs papi hierarchia, a Houngan és a Mambo nagyrészt maguk dolgoznak. Sok esetben a papi szerep örökletes.
Feladatuk a liturgiák vagy kultuszok szervezése, a beavatások előkészítése, a hívőkkel való konzultáció, valamint a betegek gyógymódjainak elkészítése.
Az ún. bokor vagy bòkò a vallásban az a varázsló vagy pap, aki bérbe adja a szolgálatait. Azt mondják, hogy ők  "két kézzel" szolgálják a loákat, ami azt jelenti, hogy a rossz- és jóindulatú mágiát is gyakorolják. Munkájuk magába foglalja a zombik és a talizmánok („ouangák”) létrehozását is.

### A természetfeletti lények
A vudu hívők hisznek a távoli és megismerhetetlen Teremtőben, akinek a neve Bondye vagy Bonié, ami a francia Bon Dieu (Jóisten) kifejezésből ered. Úgy gondolják, hogy ő teremtette a világot, de maga nem avatkozik az emberi ügyekbe, ezért a hívők a közvetlen alárendeltjeihez, a loákhoz (Iwa) fordulnak kéréseikkel és imádatukkal.
A vudut politeistaként is jellemzik. A loák természetfölötti lények: „láthatatlanok”; „Mystères” néven említik őket. A loák kifejezést fordítják "lelkek"nek, szellemeknek", "isteneknek" vagy "geniusoknak" is. Néha a keresztény kozmológia angyalaival azonosítják őket.
A kereszténység szentjeitől és az angyalaitól eltérően azonban individuális lények, akikhez nem elég imával fordulni, hanem egyedi – és igen eltérő – igényeiket kell kiszolgálni. Ők a közvetítők az emberek és a Teremtő, Bondye között. Az egyik legfőbb loa Damballa, akit kígyóalakban ábrázolnak.
Hitük szerint több mint ezer loa van. Mindegyikük az élet egy különleges aspektusáért felel, és a hívők igyekeznek személyes ismeretségbe kerülni velük, az élet ügyes-bajos dolgainak intézése miatt. A loák figyelmét felajánlásokkal, áldozatokkal lehet felkelteni, és minden hívő személyes oltárokkal és kegyszerekkel igyekszik ezt a kapcsolatot fenntartani, valamint bonyolult, zenés-táncos rendezvényeken való részvétellel, ahol szinte hétköznapi jelenség a lelkek általi megszállottság.
Úgy vélik, hogy a loák álmokon és emberek megszállásán keresztül kommunikálnak a hívőkkel.
A loák panteonjában Damballa után talán a legismertebbek Legba (avagy Papa Legba), a keresztutak őre és minden nyelven beszélő közvetítő, és Baron Samedi (Szombat Báró), a temetők őrzője: ő dönt a holtak nyugalmáról, véd a holtak feltámasztása ellen; áldozatokkal engesztelik ki, tyúkkal, kecskével, rummal, konyakkal, pénzzel.

Baron Samedi vévéje

A temetőket olyan helynek tekintik, ahol szellemek laknak, így alkalmasak bizonyos rituálék elvégzésére, különösen a halottak szellemének megközelítésére.

### A babák
A kultusz fontos kellékei a babák (wanga), bármilyen anyagból készülhetnek, általában zsír, viasz, kenyérmorzsa az alapanyaguk, de készülhetnek fából, rongyból is. Csak saját készítésű babák lehetnek hatékonyak és csak annak, aki természetfeletti képesség birtokában van természetesen.
Készítésekor tyúkot, esetleg nyulat kell áldozni. A babák kitömésére szalmát vagy gyapotot használnak, melyet tyúkvérrel festenek meg. A Haitin fellelhető babák a benini VO faszobrok változatai.
A babát senki nem használhatja önkényesen. Ehhez egy vudu pap közreműködése szükséges, akinek tisztában kell lenni a rontáshoz vezető okokkal. Ha nem tartja jogosnak a rontást, akkor meg is tagadhatja az együttműködést.

### Jelek, rajzok, tárgyak
Haitin mindenütt feltűnnek jelek, rajzok, feliratok, nevek, alakzatok melyeknek a vudu vallásban jelentésük van.
Az ún. vévék misztikus szimbólumok, a loák képei, amelyeket a kertbe vagy a ház padlójára rajzolnak, ahol a szertartást végzik.
A legkülönb helyeken előfordulnak egyszerű tárgyak is, melyeket megáldottak, vagy hatalommal ruháztak fel, ezek jelentését csak a beavatottak tudják. Igen népszerű a turisták körében a vudu témájú festmények és a látogatóknak szervezett szertartások, bár ezeknek nincs sok közük a tényleges vudu szertartásokhoz, rítusokhoz.
A hívők rituális szertartásokon ismerhetik meg szerencsétlenségük okát – gyakran egy ellenük ártó varázslatról van szó –, és azt is, hogyan tudják az ártalmat semlegesíteni. Ezek kis talizmánok (gris-gris) amelyről úgy tartják, hogy megvédi viselőjét a gonosztól (vagy szerencsét hoz), melyek megszentelt gyógyfüveket, olajokat, rituális számú apró tárgyat, hajszálakat, levágott körömdarabokat tartalmaznak.

### A zombik
A vudu legijesztőbb alakjai talán a zombik, a lélek nélküli holtak, akiket a mágia kelt életre, vagy éppen test nélküli szellemek. Maga a szó kreol nyelven „szellemet” vagy „visszatérőt” jelent.
A zombik széles körben szerepelnek a haiti vidéki folklórban, mint olyan halottak, akik a vudu pap Nekromanciája által élednek újjá. Ő a bokor (pap) áldozata, aki kataleptikus állapotba süllyed és megfosztják a lelkétől. Az áldozatot, miután halottnak tartják, eltemetik; de egy bizonyos idő múlva, gyengeelméjűséghez hasonló állapotban visszatér.
Még a főváros, Port-au-Prince tanult emberei között is kevés van, aki ne adna némi hitelt a zombi történeteknek.
Időnként hallani lehet egy-egy zombiról, akit az úton találtak és bevittek a rendőrőrsre. A haiti régi Büntető Törvénykönyv 246. paragrafusa a zombikra vonatkozik:
„Élet elleni bűntettnek minősül az olyan anyag felhasználásával okozott mérgezés, amely halálos kimenetel nélkül egy rövidebb-hosszabb ideig tartó mély kábulatot idéz elő...
Ha ezen kábult állapot alatt az illető személyt eltemették, a merénylet gyilkosságnak minősül.”
Az emberek általában nem félnek a zombiktól, inkább attól tartanak, hogy maguk is azzá válnak.

## Louisiana-i voodoo
A 18. század elejétől rabszolgasorba ejtett nyugat-afrikaiak kerültek Louisiana francia gyarmatára. Ott a kereszténységre rákényszerítve a hagyományos vallásaik szinkretizálódtak a franciák római katolikus hitével. Ez tovább folytatódott, amikor Louisiana spanyol ellenőrzés alá került, majd végül a területet 1803-ban az Egyesült Államok megvásárolta. A 19. század elején sok, a haiti forradalom elől menekülő migráns érkezett Louisianába, és magával hozta a haiti vudut, amely hozzájárult ezen ágazat kialakulásához. Bár a vallást soha nem tiltották be, gyakorlását számos törvény korlátozta, amelyek szabályozták, hogy a feketék mikor és hol gyülekezhetnek. A kultuszukat titokban gyakorolva a Mississippi folyó mentén észak felé egész Missouriig elterjedt.
A louisianai voodoo nagyrészt szóbeli hagyományra épül, nincs formális hitvallása, nincs konkrét szent szövege, és nincs egységesítő szervezett intézménye vagy hierarchiája. A hívei gyakran alkalmazzák a voodoo-t sajátos igényeiknek megfelelően, miközben keverik más vallási hagyományokkal.
Története során számos híve gyakorolta a római katolicizmust is, míg a 21. században a voodoo-t kombinálták a judaizmus és a kabbala elemeivel  vagy a hinduizmussal.

## Története

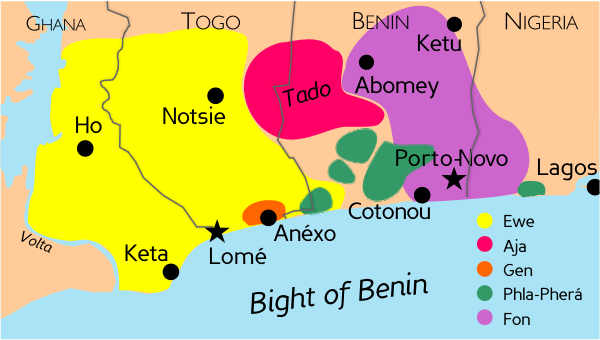
A vudu származási területe Nyugat-Afrikában, a mai határokkal. A fon nyelvcsalád lilával színezve.

Afrikai Dahomey-i királyságból a rabszolgákkal együtt került Amerikába, több afrikai törzsi elemből és keresztény hatással alakult ki a mai kultusz. Elnevezése a fon nyelvcsaládból ered, jelentése: isten, lélek, szent tárgy.
A kereszténységbe kényszerített rabszolgák titokban tovább gyakorolták az afrikai törzsi, többistenhiten alapuló sajátos vallásukat.

### Haitin
1492-ben Kolumbusz Kristóf expedíciója létrehozta az első európai kolóniát Hispaniola szigetén.
A rabszolgaként Amerikába szállított afrikaiak először 1512 körül érkeztek Hispaniolára. Ők magukkal vitték Nyugat-Afrika, különösen a mai Benin ősi vallási hagyományait.
A francia gyarmatokon a rabszolgákat arra kényszerítették, hogy nyolc napon belül vegyék fel a kereszténységet, egyúttal megtiltották nekik az ősi kultuszaik gyakorlását. Az erőszakkal áttérítés azonban csak névleges maradt.
A 18. század közepén egy Mackandal (kb. 1730-1758) nevű rabszolga vudu sámán és próféta a fehérek méreggel való elpusztítását prédikálta, amelyért letartoztatták és Haitin nyilvánosan, máglyán megégették. Neve bekerült a vudu rítusok szövegébe, prófétaként tisztelik.
Amikor az Amerikai Egyesült Államok 1915-ben megszállta Haitit, François Duvalier a nacionalista mozgalom egyik vezetője lett, a nemzeti nacionalizmust és a vuduizmust tekintette a haiti kultúra forrásának. Amikor Duvalier 1956-ban hatalomra került, mint vudu főpap az egyházat maga mellé állítva építette ki diktatúráját, vudu szimbólumokat és rítusokat alkalmazott a haitiak megfélemlítésére. 30 ezres magánhadseregének Tonton Macout ("Zsákos Bácsi" vagy egyszerűen "mumus") nevet adta, amely a vudu mondák réme.
A diktátor Papa Doc-ot 1971-ben fia Baby Doc követte, akinek 1986-ig tartott az uralma, elűzése után a világ egyik legszegényebb országát hagyta hátra. A katolikus papok és misszionáriusok kihasználták a Duvalier-család elleni gyűlöletet és hajszát indítottak a vudu papok ellen és az 1980-as években kb. 1500-at meggyilkoltak közülük.
1997-ben Haitin január 11-ét Nemzeti Vudu Nappá nyilvánították.

## Hasonló afroamerikai kultuszok
Hasonló afrikai eredetű kultuszok az amerikai kontinensen:
- Santería (Kuba, Dominikai Köztársaság)
- Pocomania, Obeah (Jamaica)
- Shango (Trinidad, Brazília)
- Candomblé (Brazília)
- Umbanda (Brazília)
- Batukve vagy Pará (Porto Alegre)
- Macumba (Rio de Janeiro)
- Xango (Pernambuco)
- Vudu változatok: (Francia Guyana, Suriname, New Orleans)

## A filmművészetben

### Filmek (válogatás)
- A fehér zombi (1932)
- Élni és halni hagyni (1973), rendezte: Guy Hamilton
- Angyalszív (1987), Alan Parker rendezésében, Mickey Rourke főszereplésével
- Die Schlange im Regenbogen (1988), rendező: Wes Craven, Wade Davis könyvének filmadaptációja, Bill Pullman főszereplésével
- The Doors (1991), rendezte: Oliver Stone
- Tatort: Fetischzauber (1996), rendező: Thorsten Näter
- Midnight in the Garden of Good and Evil – Éjfél a jó és rossz kertjében (1997), Clint Eastwood rendezésében
- A rituálé (2002) a Mesék a kriptából sorozatból, rendező: Avi Nesher, főszereplők: Jennifer Grey és Tim Curry
- Venom (2005), rendező: Jim Gillespie
- A hercegnő és a béka (2009), disney rajzfilm.
- Jessabelle (2014), rendezte: Kevin Greutert
- Zombie Child (2019), rendezte: Bertrand Bonello

### Sorozat
- Amerikai Horror Story: Coven (2013–2014)